# Rauvosjärvi
Rauvosjärvi är en sjö i Pajala kommun i Norrbotten och ingår i Torneälvens huvudavrinningsområde. Sjön har en area på 0,523 kvadratkilometer och ligger 279,9 meter över havet. Sjön avvattnas av vattendraget Rauvosjoki.

## Delavrinningsområde
Rauvosjärvi ingår i det delavrinningsområde (752205-178342) som SMHI kallar för Utloppet av Rauvosjärvi. Medelhöjden är 297 meter över havet och ytan är 5,74 kvadratkilometer. Det finns ett avrinningsområde uppströms, och räknas det in blir den ackumulerade arean 57,74 kvadratkilometer. Rauvosjoki som avvattnar avrinningsområdet har biflödesordning 3, vilket innebär att vattnet flödar genom totalt 3 vattendrag innan det når havet efter 295 kilometer. Avrinningsområdet består mestadels av skog (86 procent). Avrinningsområdet har 0,52 kvadratkilometer vattenytor vilket ger det en sjöprocent på 9,1 procent.